# Poissons (astrologie)
Pour les articles homonymes, voir Poisson (homonymie).
 (février 2021).
Améliorez-le ou discutez des points à vérifier. 
Le signe astrologique des Poissons, de symbole ♓︎, est lié aux personnes nées entre le 19 février et le 20 mars en astrologie tropicale (zodiaque). Il correspond pour celle-ci (la plus populaire en Occident) à un angle compris entre 330 et 360 degrés comptés sur l'écliptique (le cercle des signes du zodiaque) à partir du point vernal. Il est associé à la constellation du même nom en astrologie sidérale.

## Origine, mythologie
Chez les Mésopotamiens, la constellation des Poissons se nomme les Queues. Elle se compose de deux poissons poussant un œuf géant qui forme l’astérisme de l’Anneau.
Pour les anciens Égyptiens, il s'agit du tilapia du Nil nommé inet, où se réfugie l'âme des morts. À partir de l'époque ramesside, on représente le défunt en train de pêcher à la ligne deux poissons qui symbolisent ses âmes d'hier et de demain, prenant ainsi possession des deux bornes entre lesquelles il cheminera vers l'éternité. Retenu dans l'Océan primordial, il reviendra à la saison des inondations pour se régénérer.
C'est l'une des 48 constellations identifiées par Claude Ptolémée dans son Almageste.
Selon les Grecs, c'est sous la forme de poissons qu'Aphrodite et Éros (ou, selon les versions, Thétis et Thérys) sont poursuivis par le monstre Typhon. Primitivement, il s'agit d'un dauphin que les anciens assimilent à un poisson, ignorant sa nature de mammifère. Le symbole graphique représente un char en coquillage attelé de deux dauphins qui conduisent Amphitrite à son fiancé Poséidon.
Chez les Romains, l'année commence en mars avec la renaissance printanière de la nature. De ce fait, les deux poissons nageant dans un sens opposé, mais formant un cercle ferment un cycle et en inaugurent un nouveau.
Les Poissons sont associés au dieu Neptune ou Poséidon. 

## Astrologie
Les Poissons sont un signe mutable lié à l’élément classique d’eau, principe d'émotivité qu'ils partagent avec le Cancer et le Scorpion. Avec la Balance et les Gémeaux, c'est aussi l'un des trois signes « doubles » ou « miroir ».
Ce signe correspond à la fin de l'hiver, où la durée de jour est encore inférieure à celle de la nuit. Douzième et dernier signe zodiacal, il clôt leur ronde.
L'astrologue Gustave Lambert Brahy caractérise le signe des Poissons par trois termes  : passivité, adaptation mentale, sensation :
- passivité : de tempérament lymphatique[11], le natif des Poissons trouve souvent refuge dans la fuite (risque d'addictions) et dans le repli sur soi[12]. Il est fréquemment rêveur[13] ;
- adaptation mentale : à l'image de l'immensité océanique[14], les Poissons symbolisent ce qui est illimité, sans frontières, flou, caché et mystérieux. Esprit syncrétique[15], le natif ressent plus qu'il n'analyse[16]. Il est doté d'une vision globale intuitive, à l'inverse de son signe opposé, la Vierge, qui analyse en s'attachant aux détails[17] ;
- sensation : le natif des Poissons est très intuitif[18]. Dans la mesure où il est caractérisé par son « hypersensibilité »[19], « tout ici va tourner autour de la capacité à se défendre dans la vie »[20]. Soit le natif lâche prise[21] et accède au sublime[22] (il peut notamment se montrer très empathique[16]), soit, comme parfois le dieu Poséidon-Neptune, il se révèle batailleur, voire borné[23].

Traditionnellement, sa planète maîtresse est Jupiter. Mais depuis sa découverte, Neptune, empreinte d'une extrême douceur mais aussi propice à l'illusion, lui est adjointe et parfois substituée.
En outre, la planète Mercure étant à la fois en exil et en chute dans le signe, le natif manque parfois de sens concret. Il a souvent du mal à concilier ses besoins matériels et ses idéaux.
Dans son Tetrabiblos, Claude Ptolémée rejette les décans, dont les maîtres nous sont toutefois connus par Teukros (Ier siècle apr. J.-C.) : le 1er décan des  Poissons est gouverné par Saturne, le 2e par Jupiter et le 3e par Mars.
Son signe opposé et complémentaire est la Vierge.
Le natif des Poissons se montre souvent influençable et insaisissable, à l'image de la dualité exprimée par le symbole de son signe. Apte à créer l'illusion, il peut se montrer manipulateur.

### Ère des Poissons
Selon la plupart des auteurs, l'ère des Poissons a débuté avec l'ère chrétienne. Déterminée par la précession des équinoxes (le mot précession est lié au verbe précéder), elle est suivie, dans l'ordre inverse des signes du zodiaque, par l'ère du Verseau.

## Illustrations

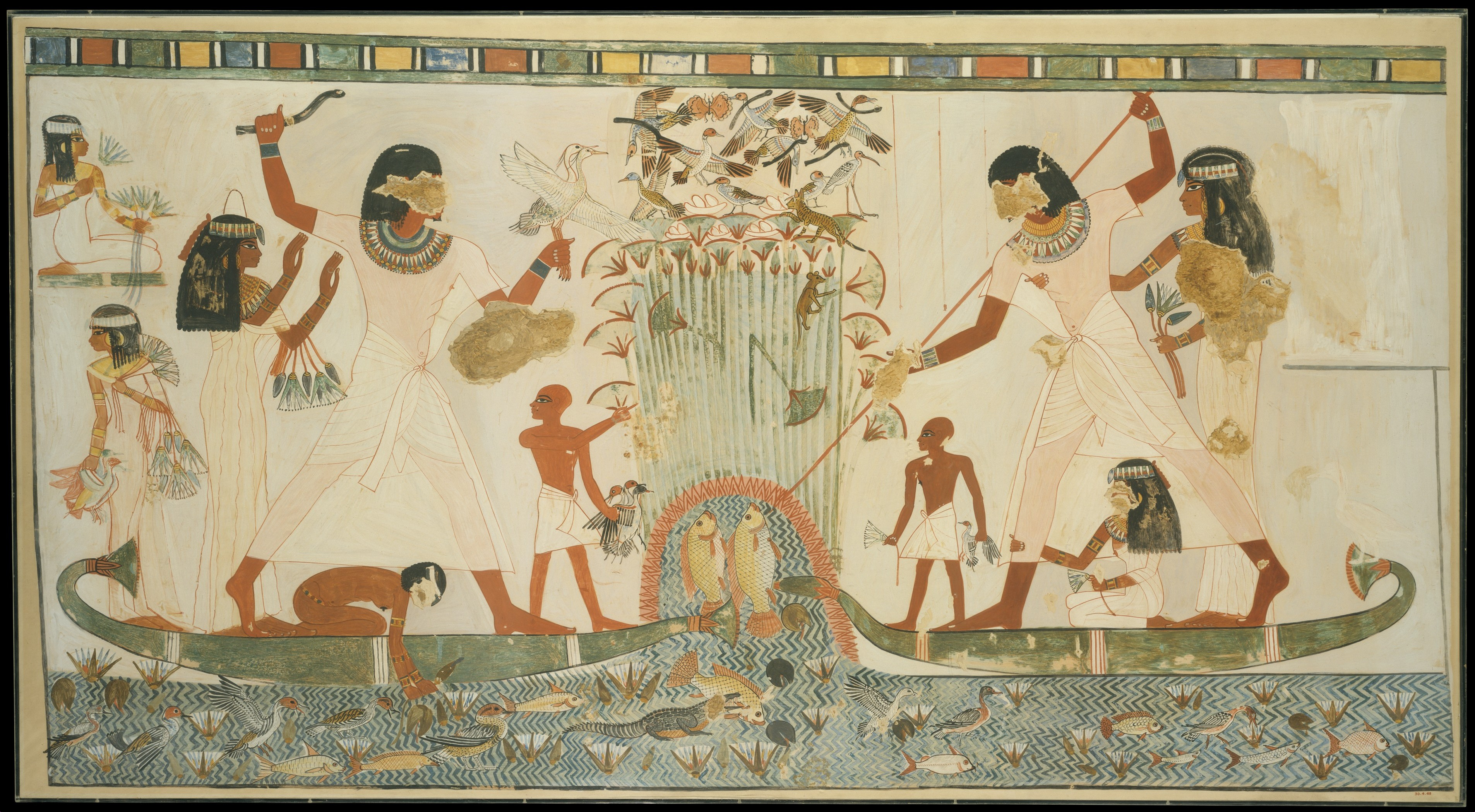
Pêche mystique de Menna représentant ses efforts pour récupérer ses âmes d'hier et de demain  (tombeau TT69, XIXe dynastie)
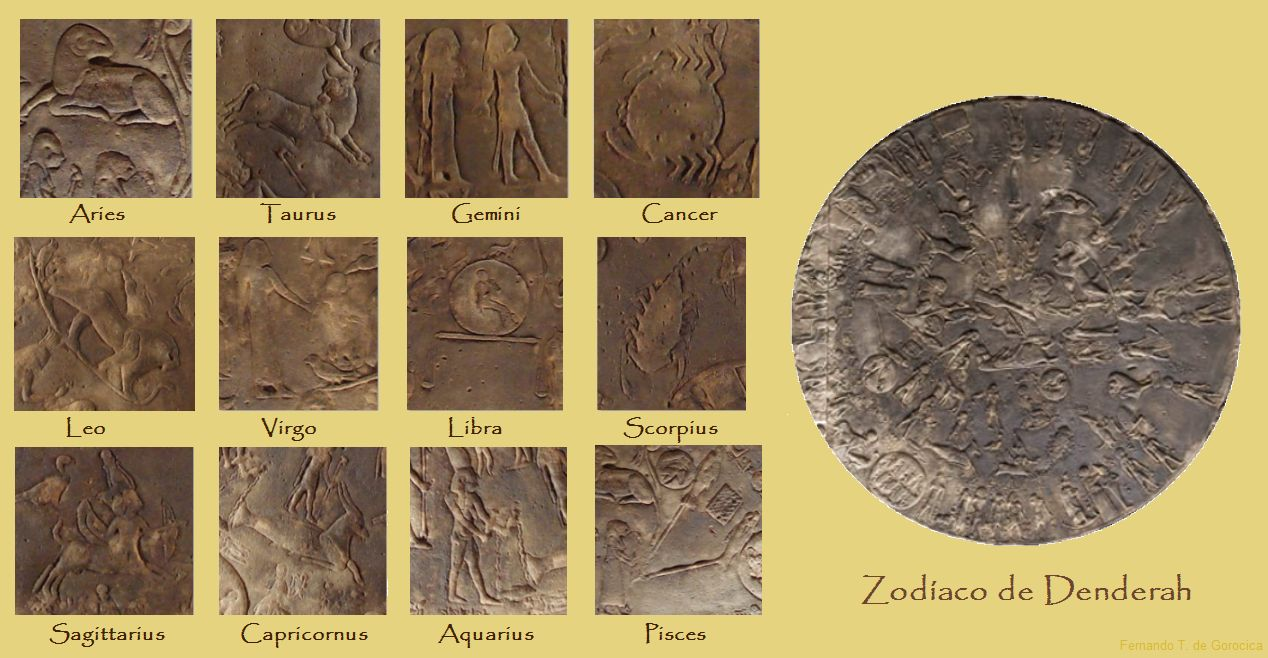
Détails du zodiaque de Denderah avec le signe du poisson en bas à droite. (Temple d'Hator, vers 50 av. J.-C.)
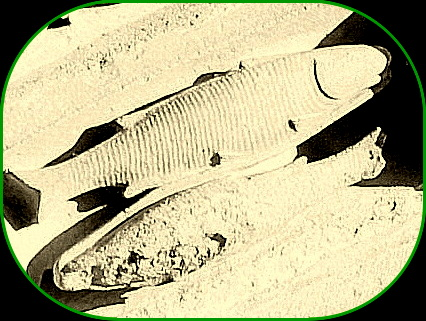
Portail nord de la cathédrale de Chartres.
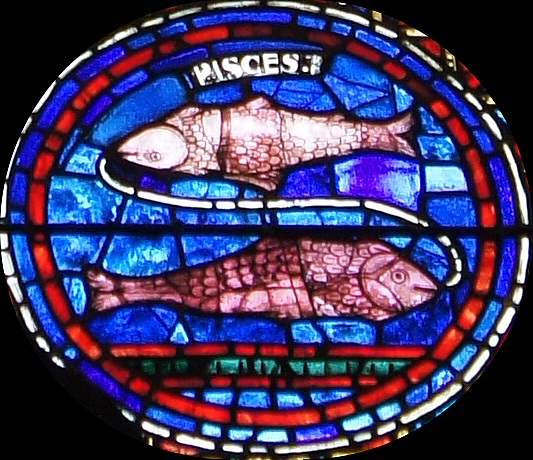
Cathédrale de Chartres, vitrail sud.